# National Air Races

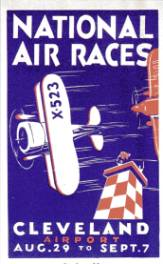
La locandina dell'edizione del 1931 delle National Air Races.

Le National Air Races erano una serie di competizioni aeronautiche di velocità in circuito chiuso delimitato da piloni disputata negli Stati Uniti d'America tra il 1920 ed il 1949. In questo periodo vennero sperimentate soluzioni tecniche messe alla prova dalle competizioni come la National Air Races rendendo possibile lo sviluppo tecnologico dell'aeronautica in campo civile e militare analogamente a quanto era successo durante la prima guerra mondiale per esigenze belliche e quanto sarebbe successo durante i successivi conflitti.

## Storia
Nel 1920 l'editore Ralph Pulitzer, figlio di Joseph Pulitzer, decise di istituire una competizione aeronautica a premi, il Pulitzer Trophy Race, destinato agli aerei militari da disputarsi sul Roosevelt Field, aerodromo sito a Long Island, New York, allo scopo di pubblicizzare il New York World, quotidiano di sua proprietà, grazie al richiamo che aveva l'aviazione nella cultura popolare. In seguito la competizione venne spostata a Cleveland, in Ohio, assumendo la nuova denominazione di Cleveland National Air Races. L'iniziativa faceva perno sulla partecipazione dei migliori piloti del periodo, tra cui James Doolittle, Wiley Post, Frank Hawks, Jimmie Wedell, Roscoe Turner ed altri dell'era pionieristica dell'aviazione. Fu assistendo a queste gare che il futuro asso dell'aviazione alleato Donald Blakeslee decise, quand'era ancora ragazzo, di diventare pilota.
La competizione si svolgeva in genere nel corso di un massimo di 10 giorni, di solito alla fine del mese di agosto. A causa dello scoppio della seconda guerra mondiale si decise di interrompere il trofeo durante tutto il suo svolgimento.
Le gare includevano una serie di eventi sportivi, tra cui una corsa campestre con traguardo nella città di Cleveland, ed altri più spiccatamente aeronautici, come gare di atterraggio, dimostrazioni aeree di alianti, voli con aerostati e gare di paracadutismo. La competizione più popolare era il Thompson Trophy Race, una corsa a circuito chiuso dove i piloti dovevano rispettare il percorso virando attorno a dei piloni, ed il Bendix Trophy Race che si svolgeva attraverso il territorio degli Stati Uniti continentali.
Dal 1929 Cleveland fu sede di partenza ed arrivo del Women's Air Derby, poi divenuto "Powder Puff Derby", prima competizione ufficiale esclusivamente destinata a donne pilota ed alla quale parteciparono personaggi di spicco dell'aviazione femminile quali Amelia Earhart, Pancho Barnes, Bobbi Trout e Louise Thaden, quest'ultima vincitrice dell'edizione del 1929.
Dopo un periodo di interruzione dovuto allo scoppio della seconda guerra mondiale, le National Air Races furono caratterizzate dalla partecipazione dei più recenti aerei militari che grazie alle loro prestazioni notevolmente superiori surclassarono i modelli prebellici. Nel corso dell'edizione del 1949 il pilota Bill Odom fu vittima di un grave incidente che incise nell'immaginario popolare e che ebbe come conseguenza la sospensione dell'evento. Durante una prova di velocità Odom perse il controllo del suo P-51 "Beguine" schiantandosi su un'abitazione, rimanendo ucciso assieme alle due persone presenti all'interno in quel momento.
Per la ripresa di una competizione con cadenza annuale bisognò attendere il 1964, anno in cui l'eredità sportiva dell'evento venne raccolta dalle Reno National Championship Air Races, parte del Cleveland National Air Show che si svolse alla metà del settembre di quell'anno.

## Località e date

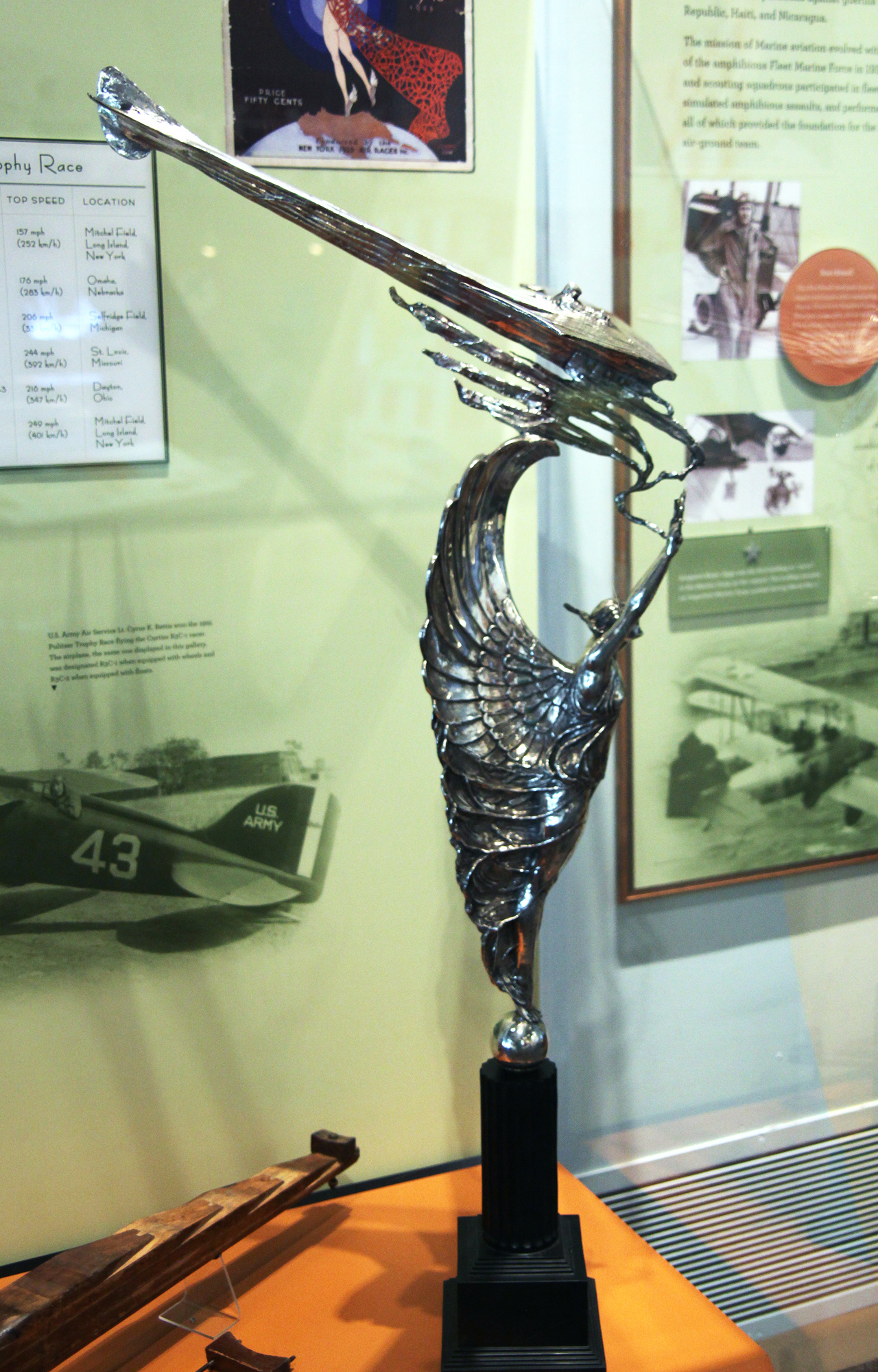
Il Pulitzer Trophy in esposizione, nel 2012, allo Smithsonian National Air and Space Museum.

| Edizione | Aerodromo                  | Collocazione | Stato Federato | Periodo                | Note                                                                                       |
| -------- | -------------------------- | ------------ | -------------- | ---------------------- | ------------------------------------------------------------------------------------------ |
| 1920     | Roosevelt Field            | Long Island  | New York       | 27 novembre            |                                                                                            |
| 1921     |                            | Omaha        | Nebraska       | 5 novembre             |                                                                                            |
| 1922     |                            | Detroit      | Michigan       | 12-14 ottobre          |                                                                                            |
| 1923     |                            | Robertson    | Missouri       | 6-8 ottobre            | intitolata International Air Races                                                         |
| 1924     |                            | Dayton       | Ohio           | 2-4 ottobre            |                                                                                            |
| 1925     | Mitchel Field              | Long Island  | New York       | 8-13 ottobre           |                                                                                            |
| 1926     |                            | Filadelfia   | Pennsylvania   | 4-13 settembre         |                                                                                            |
| 1927     |                            | Spokane      | Washington     | 19-25 settembre        |                                                                                            |
| 1928     | Mines Field                | Los Angeles  | California     | 8-16 settembre         |                                                                                            |
| 1929     | Aeroporto di Cleveland     | Cleveland    | Ohio           | 24 agosto-2 settembre  |                                                                                            |
| 1930     | Aeroporto Curtiss-Reynolds | Chicago      | Illinois       | 23 agosto-1º settembre |                                                                                            |
| 1931     | Aeroporto di Cleveland     | Cleveland    | Ohio           | 29 agosto-7 settembre  |                                                                                            |
| 1932     | Aeroporto di Cleveland     | Cleveland    | Ohio           | 27 agosto-5 settembre  |                                                                                            |
| 1933     | Mines Field                | Los Angeles  | California     | 1º-4 luglio            |                                                                                            |
| 1934     | Aeroporto di Cleveland     | Cleveland    | Ohio           | 31 agosto-4 settembre  |                                                                                            |
| 1935     | Aeroporto di Cleveland     | Cleveland    | Ohio           | 30 agosto-2 settembre  |                                                                                            |
| 1936     | Mines Field                | Los Angeles  | California     | 4-7 settembre          |                                                                                            |
| 1937     | Aeroporto di Cleveland     | Cleveland    | Ohio           | 3-7 settembre          |                                                                                            |
| 1938     | Aeroporto di Cleveland     | Cleveland    | Ohio           | 3-5 settembre          |                                                                                            |
| 1939     | Aeroporto di Cleveland     | Cleveland    | Ohio           | 2-5 settembre          |                                                                                            |
| 1940     |                            |              |                |                        | Non previste                                                                               |
| 1941     |                            |              |                |                        | Non previste                                                                               |
| 1942     |                            |              |                |                        | Non disputate a causa della seconda guerra mondiale                                        |
| 1943     |                            |              |                |                        | Non disputate a causa della seconda guerra mondiale                                        |
| 1944     |                            |              |                |                        | Non disputate a causa della seconda guerra mondiale                                        |
| 1945     |                            |              |                |                        | Non disputate a causa della seconda guerra mondiale                                        |
| 1946     | Aeroporto di Cleveland     | Cleveland    | Ohio           | 30 agosto-2 settembre  |                                                                                            |
| 1947     | Aeroporto di Cleveland     | Cleveland    | Ohio           | 30 agosto-1º settembre |                                                                                            |
| 1948     | Aeroporto di Cleveland     | Cleveland    | Ohio           | 4-6 settembre          |                                                                                            |
| 1949     | Aeroporto di Cleveland     | Cleveland    | Ohio           | 3-5 settembre          |                                                                                            |
| 1950     |                            |              |                |                        | Non disputate a causa dell'incidente occorso al pilota Bill Odom nella precedente edizione |
| 1951     |                            |              |                |                        | Non disputate                                                                              |
| 1952     |                            |              |                |                        | Non disputate                                                                              |
| 1953     |                            |              |                |                        | Non disputate                                                                              |
| 1954     |                            |              |                |                        | Non disputate                                                                              |
| 1955     |                            |              |                |                        | Non disputate                                                                              |
| 1956     |                            |              |                |                        | Non disputate                                                                              |
| 1957     |                            |              |                |                        | Non disputate                                                                              |
| 1958     |                            |              |                |                        | Non disputate                                                                              |
| 1959     |                            |              |                |                        | Non disputate                                                                              |
| 1960     |                            |              |                |                        | Non disputate                                                                              |
| 1961     |                            |              |                |                        | Non disputate                                                                              |
| 1962     |                            |              |                |                        | Non disputate                                                                              |
| 1963     |                            |              |                |                        | Non disputate                                                                              |
| 1964     |                            |              |                |                        | Riprese come National Championship Air Races a Reno, Nevada                                |